# Segunda Categoría del Guayas 2003
El Campeonato Provincial de Segunda Categoría de Guayas 2003 es un torneo de fútbol en Ecuador en el cual compiten equipos de la provincia de Guayas. El torneo es organizado por la Asociación de Fútbol del Guayas (AsoGuayas) y es avalado por la Federación Ecuatoriana de Fútbol. El torneo inició el 17 de mayo de 2003. 
Participan 10 clubes de fútbol en el Grupo A que disputaránla clasificación al torneo nacional de segunda categoría, que a su vez les dará la oportunidad de ascender a la Serie B para el siguiente año. Los restantes 10 clubes participan en el Grupo B que dará lugar a participar en el Grupo A en el prómimo campeonato.  El torneo del Grupo A consta de una etapa a dos vueltas (todos contra todos), el ganador será el campeón de Segunda Categoría del Guayas.
En el torneo del Grupo B consta de una primera etapa en la que se jugarán las cinco primeras fechas y luego cinco fechas siguientes que corresponden a los partidos de vuelta de las cinco primeras fechas.  Este sui géneris campeonato permite que hayan clubes del grupo B jueguen dos veces entre sí; mientras que con otros no se enfrentarán.  Posteriormente habrá una liguilla entre los cuatro primeros lugares de la primera etapa.

## Equipos participantes
Participan la mayoría de los clubes de fútbol que estén afiliados a la Asociación de Fútbol del Guayas. En total participan un total de 20 equipos en la primera etapa conformada por cuatro grupos de cinco clubes, de los cuales 8 llegarán a la segunda etapa, de la cual saldrá el campeón.
Se establece que los 10 equipos que más puntos sumen en la primera etapa, participarán en el Grupo A del Campeonato de Segunda del Guayas 2004 y por ende participarán por el título de 2004.  El restante participará en el grupo B.
| Equipos participantes en GRUPO A | Equipos participantes en GRUPO A | Equipos participantes en GRUPO A |
| -------------------------------- | -------------------------------- | -------------------------------- |
| 9 de Octubre                     | A.D. Naval                       | Carlos Borbor                    |
| Estudiantes del Guayas           | Everest                          | Milagro S.C.                     |
| Montenegro F.C.                  | Paladín "S"                      | Panamá                           |
| Rocafuerte F.C.                  |                                  |                                  |

| Equipos participantes en GRUPO B | Equipos participantes en GRUPO B | Equipos participantes en GRUPO B |
| -------------------------------- | -------------------------------- | -------------------------------- |
| Atlético Daule                   | Atlético Playas                  | Calvi                            |
| Don Café                         | Fedeguayas                       | L.D. Estudiantil                 |
| Liga de Guayaquil                | Liceo Cristiano                  | Norte América                    |
| Salesianos                       |                                  |                                  |

## Resultados
Los horarios corresponden a la hora de Ecuador (UTC-5)

### Primera fase

#### Grupo A
| Equipo                 | Pts | PJ | PG | PE | PP | GF | GC | Dif |
| ---------------------- | --- | -- | -- | -- | -- | -- | -- | --- |
| Panamá                 | 43  | 18 | 13 | 4  | 1  | 42 | 13 | 29  |
| 9 de Octubre           | 39  | 18 | 11 | 6  | 1  | 47 | 15 | 32  |
| Montenegro F.C.        | 36  | 18 | 11 | 3  | 4  | 49 | 20 | 29  |
| Rocafuerte F.C.        | 36  | 18 | 10 | 6  | 2  | 46 | 19 | 27  |
| Carlos Borbor          | 30  | 18 | 9  | 3  | 6  | 31 | 27 | 4   |
| A.D. Naval             | 18  | 18 | 5  | 3  | 10 | 26 | 35 | -9  |
| Everest                | 17  | 18 | 5  | 2  | 11 | 23 | 55 | -32 |
| Milagro S.C.           | 11  | 18 | 2  | 5  | 11 | 22 | 50 | -28 |
| Estudiantes del Guayas | 11  | 18 | 2  | 5  | 11 | 23 | 58 | -35 |
| Paladín "S"            | 10  | 18 | 3  | 1  | 14 | 32 | 49 | -17 |

#### Grupo B
| Equipo            | Pts | PJ | PG | PE | PP | GF | GC | Dif |
| ----------------- | --- | -- | -- | -- | -- | -- | -- | --- |
| Liga de Guayaquil | 27  | 9  | 9  | 0  | 0  | 28 | 7  | 21  |
| Atlético Daule    | 25  | 9  | 8  | 1  | 0  | 24 | 7  | 17  |
| Liceo Cristiano   | 21  | 10 | 7  | 0  | 3  | 26 | 11 | 15  |
| L.D. Estudiantil  | 16  | 10 | 5  | 1  | 4  | 20 | 21 | -1  |
| Salesianos        | 15  | 10 | 4  | 3  | 3  | 19 | 18 | 1   |
| Don Café          | 10  | 10 | 3  | 1  | 6  | 17 | 22 | -5  |
| Fedeguayas        | 10  | 10 | 3  | 1  | 6  | 19 | 26 | -7  |
| Norte América     | 9   | 9  | 3  | 0  | 6  | 22 | 26 | -4  |
| Atlético Playas   | 4   | 9  | 1  | 1  | 7  | 9  | 21 | -12 |
| Calvi             | 2   | 10 | 0  | 2  | 8  | 11 | 36 | -25 |

### Segunda fase

#### Liguilla Grupo B
| Equipo            | Pts | PJ | PG | PE | PP | GF | GC | Dif |
| ----------------- | --- | -- | -- | -- | -- | -- | -- | --- |
| Liceo Cristiano   | 7   | 3  | 2  | 1  | 0  | 5  | 2  | 3   |
| Atlético Daule    | 6   | 3  | 2  | 0  | 1  | 4  | 4  | 0   |
| L.D. Estudiantil  | 3   | 3  | 1  | 0  | 2  | 4  | 5  | -1  |
| Liga de Guayaquil | 1   | 3  | 0  | 1  | 2  | 3  | 5  | -2  |